# Houilles (tổng)
Tổng Houilles là một tổng của Pháp, tọa lạc tại tỉnh Yvelines trong vùng Île-de-France của Pháp.

## Phân chia hành chính
Tổng Houilles bao gồm deux xã: 
- Houilles: 31 000 dân en 2008 (thủ phủ),
- Carrières-sur-Seine: 14 000 dân vào năm 2008.